# Syracuse Football Club
Syracuse FC é um time de futebol com sede em Syracuse, Nova York . Eles estreou na National Premier Soccer League em maio de 2017. As cores da equipe são branco, preto, dourado e marrom. 

## História
O Syracuse FC foi anunciado como uma franquia de expansão da National Premier Soccer League em 8 de fevereiro de 2017.  No dia do anúncio, o grupo de liderança foi anunciado: Jaro Zawislan (presidente), Matt Tantalo (GM / treinador principal), Joe Papaleo (vice-presidente de operações de futebol), Marcello Vitale (vice-presidente de operações de negócios) e LJ Papaleo (Diretor de Vendas e Marketing).  